# Jean-Baptiste Rousseau
Jean-Baptiste Rousseau (ur. 6 kwietnia 1670 w Paryżu, zm. 17 marca 1741 w Brukseli) – francuski poeta i dramaturg. 

## Życiorys
Był synem ubogiego szewca. W 1712 został skazany za zniewagę, mimo że zaprzeczał, że był autorem obraźliwego wiersza. Wygnany z Francji, znalazł schronienie w Szwajcarii. Później tułał się po Europie i zmarł w nędzy w Brukseli. Pisał ody, kantaty i epigramaty, jak też sztuki teatralne.